# Centrorhynchus galliardi
Centrorhynchus galliardi är en hakmaskart som beskrevs av Yves-Jean Golvan 1956. Centrorhynchus galliardi ingår i släktet Centrorhynchus och familjen Centrorhynchidae. Inga underarter finns listade i Catalogue of Life.